# Wilfred Glud
Wilfred Peter Glud (født 13. juli 1872 i København, død 8. marts 1946 sammesteds) var en dansk maler. Glud var far til maleren Georg Glud.
Glud var udlært som håndværksmaler på Teknisk Skole i København hos Holger Grønvold i perioden 1886-91; og på N.V. Dorphs Malerskole ca. 1912-13. Glud vandt flere præmier ved plakatkonkurrencer og vandt i 1914 1. præmie i konkurrencen om årets julemærke. Han udstillede på Charlottenborg fra 1913 og indtil få år før sin død. Hans motivkreds var landskaber, genremotiver, bybilleder, samt religiøse kompositioner.

## Ekstern henvisning
- Wilfred Glud på Kunstindeks Danmark/Weilbachs Kunstnerleksikon